# Jay Timo
Jay Timo (ur. 16 października 1982) – tuwalski piłkarz grający na pozycji bramkarza, a także siatkarz.

## Piłka nożna
Od 2007 roku, Timo występuje w tuwalskim klubie Nauti FC, który od tamtego roku wygrywa lokalne imprezy na szczeblu krajowym (Puchar Niepodległości czy National Bank Tuvalu Cup). Zespół ten jest jednocześnie najbardziej utytułowanym klubem Tuvalu.
Podczas eliminacji do Mistrzostw Świata w 2010 roku, Timo reprezentował Tuvalu w czterech spotkaniach. W trzech spotkaniach Tuwalczycy odnieśli trzy porażki i jeden remis, tracąc przy tym 22 gole. Ostatecznie, reprezentacja tego kraju zajęła ostatnie miejsce w swojej grupie i nie odniosła awansu do kolejnej fazy eliminacji.

## Siatkówka
W 2011 roku, Timo został powołany do narodowej reprezentacji siatkarskiej na Igrzyska Pacyfiku 2011. Podczas tego turnieju, reprezentacja Tuvalu nie wygrała żadnego z trzech spotkań, przez co Tuwalczycy nie liczyli się w walce o najwyższe lokaty.